# Kungariket Ungern
För andra betydelser, se Kungariket Ungern (olika betydelser).
Kungariket Ungern var en monarki i Centraleuropa som bildades 1000 och i olika former med skiftande gränser existerade fram till 1918 då Österrike-Ungern upplöstes och resterna av den ungerska rikshalvan uppgick i Demokratiska republiken Ungern. Monarkin återupprättades kort därefter och Kungariket Ungern existerade igen åren 1920–1946 men har sedan dess varit en republik.

## Historia

### Bakgrund
I slutet av 800-talet vandrade magyariska stammar under stamhövdingen Árpád västerut från nuvarande Ryssland och några av dessa stammar bosatte sig på slätten mellan Duna (Donau) och Tisza. År 896 bildades den första enhetliga ungerska statsbildningen, Furstendömet Ungern, av Árpád.
Furst Géza blev den förste av Árpáddynastin som lät sig kristnas, han öppnade under 900-talets slut landet för kristna missionärer och undertryckte alla hedniska traditioner i riket. Hans son Vajk (senare Stefan I) undanröjde de sista hedniska hoten mot det kristna styret när han besegrade sin farbror Koppány, som inte hade konverterat till kristendomen, och säkrade samtidigt sin rätt till tronen.

### Kungariket under Árpáddynastin (1000–1301)
Stefan begärde av påven Sylvester II en kungakrona och kröntes i Székesfehérvár julhelgen år 1000 eller möjligen 1001. Stefan vägrade svära lojalitet mot den tysk-romerske kejsaren Konrad II och slog tillbaka dennes angrepp mot Ungern år 1030. Därmed försäkrades Ungerns fortsatta självständiga existens i Europa. Vidare påbjöd Stefan att var tionde by skulle uppföra en kyrka, samt bjöd in ytterligare missionärer till landet. Stefan dog 1038 och kanoniserades som kyrkans första helgon som inte dog martyrdöden den 20 augusti samma år. 
Kungariket Kroatien förenades med Ungern genom personalunion 1102. År 1241 invaderades Ungern av Mongolväldet, och efter några inledande segrar krossades den ungerska armén i slaget vid Mohi. Den mongoliska invasionen varade fram till 1242 varefter kung Béla IV av Ungern lät uppföra åtskilliga borgar som skydd mot framtida hot mot riket.

### Ätten Hunyadi

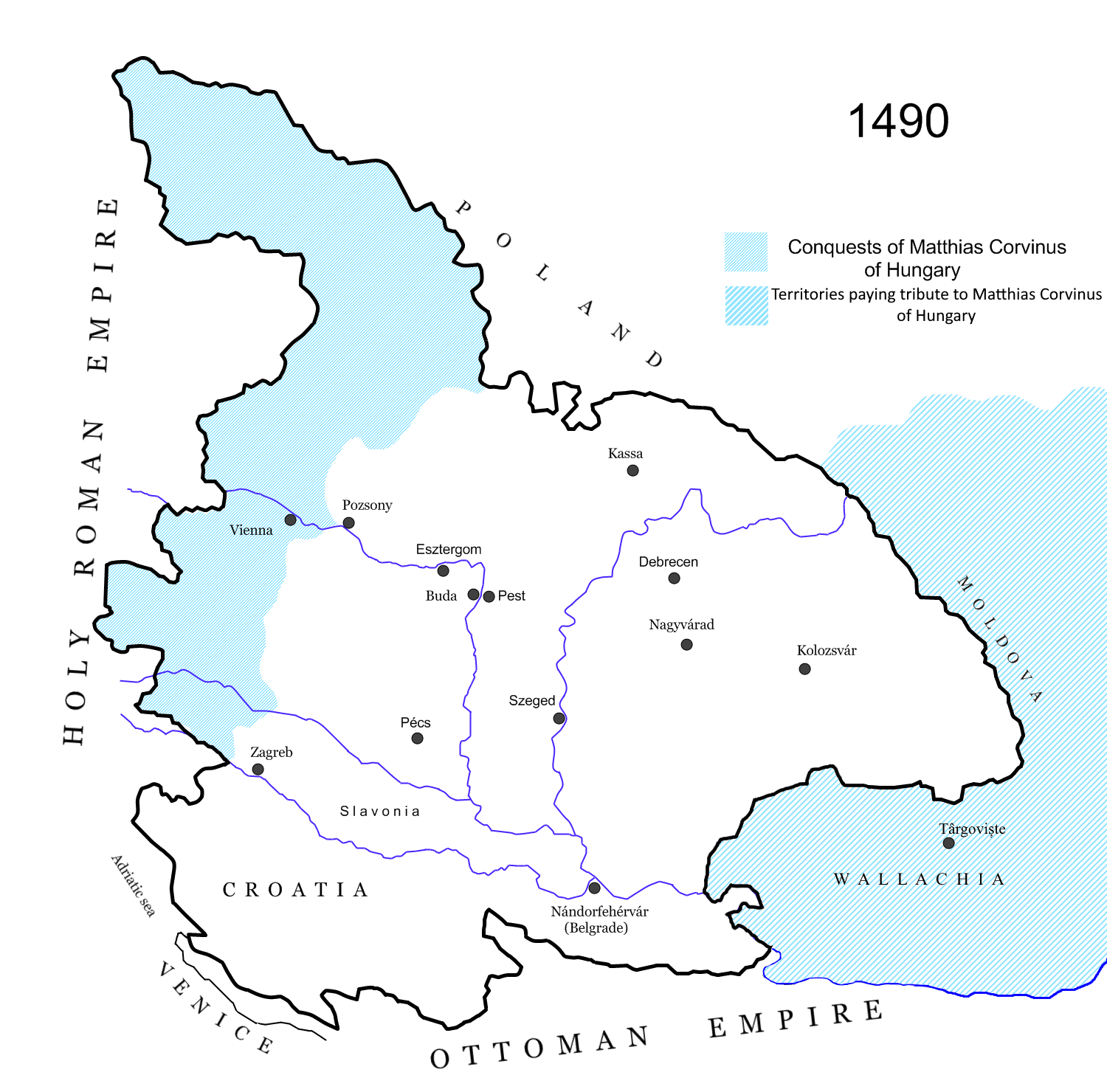
Ungerska erövringar under kung Matthias Corvinus

### Ungerns tredelning (1526-1711)
Under 1500-talet ökade pressen på landet av Osmanska riket och efter slaget vid Mohács år 1526, där turkarna segrade över ungrarna, splittrades kungadömet i tre delar:
- Kungliga Ungern, omfattande de västra delarna som kom att bli en undertitel till den habsburgska kronan.[6]
- Osmanska Ungern, omfattande merparten av det gamla kungariket som blev direktstyrda provinser i Osmanska riket.
- Furstendömet Transsylvanien, omfattande de östra delarna som blev en turkisk vasallstat.

Den tysk-romerska kejsaren Ferdinand I valdes 1526 av en adelsförsamling till kung av Ungern. Hans anspråk omtvistades av Johan Zápolya som istället erkändes som legitim kung av Ungern av den turkiska sultanen. 1570 kom de två parterna dock till en överenskommelse, huset Habsburg segrade i sina anspråk på Ungerns krona och Johan II Zápolya blev vasallfurste över Transsylvanien.
För att motverka framtida invasioner av sina territorier lät habsburgarna på 1500-talet upprätta en särskild buffertzon kallad Militärgränsen som inkluderade delar av det gamla medeltida Ungern. Efter nederlaget i slaget vid Wien 1683 drevs turkarna stegvis österut av habsburgarna som runt slutet av 1600-talet hade erövrat merparten av det medeltida Ungern inklusive Transsylvanien. I freden i Karlowitz 1699 avstod sultan Mustafa II nästan alla Osmanska rikets ungerska provinser till Habsburgska monarkin och 1711 bekräftades den österrikiska kontrollen över Furstendömet Transsylvanien.

### Habsburgs styre
Från början av 1700-talet var habsburgarnas kontroll över Ungern tydlig, man hade gjort sig av med mäktiga ungerska rebeller och ombildat Kungariket Ungern som ett arvsland inom Habsburgska monarkin.
Till följd av den ungerska revolutionen 1848–1849 slöts ett kompromissavtal 1867 mellan den österrikiske kejsaren och de ungerska rebellerna där Kungariket Ungern tillsammans med Österrike fick utgöra de två rikshalvorna i den nyskapade realunionen Österrike-Ungern.

## Det andra ungerska kungadömet
Efter första världskriget splittrades Kungariket Ungern under Österrike-Ungerns upplösning. En enhetlig ungersk nationalstat, Ungerska demokratiska republiken, bildades men 1920 återupprättades formellt monarkin men utan kung. Istället tillsattes en riksföreståndare, amiral Miklos Horthy, som kom att leda landet in i allians med Nazityskland under andra världskriget. År 1946, efter att Röda armén hade avskaffat den ungerska monarkin, inrättades Andra ungerska republiken, från 1949 Folkrepubliken Ungern. 1989 störtades kommunisterna från makten, men republiken bestod. År 2000 firades 1000-årsjubileum för bildandet av Kungariket Ungern.

## Statsvapen
Följande är exempel på statsvapen:
|  | Det äldsta statsvapnet är ett dubbelkors. Länge antogs det symbolisera det apostliska kungariket Ungern. Den mest accepterade teorin är att det kommer från bysantinskt inflytande, då korset dök upp runt 1190 när Béla III var kung, och han uppfostrades hos det bysantinska hovet.                                                                                   |
|  | Röda och vida band symboliserar Huset Árpád, och användes första gången som statsvapen 1202 på ett sigill av kung Emmerich. Sigillet innehöll inte dubbelkorset, bara banden, och det fanns nio lejon på banden. |
|  | Statsvapnet med banden till vänster och korset till höger, över kullarna, dök första gången upp under Ludvig I:s regeringstid (1342–1382). Kronan över statsvapnet dök upp under Ulászló I (1440–1444). Det var först bara ett icke-specifikt diadem men på 1464 års sigill av Matthias Corvinus påminde det mer om Ungerns krona.                                       |
|  | Under Ungerska revolutionen och frihetskriget 1848-1849, när Habsburgsdynastin avsatts från tronen den 14 april 1849, togs Ungerns krona bort från statsvapen. Det kvarvarande lilla statsvapnet kallas ofta "Kossuth-statsvapnet" ungerska Kossuth-címer efter Lajos Kossuth, Ungerns regent-president.                                                                 |
|  | Dagens (2010) statsvapen för republiken Ungern antogs 1990 men fastän det är en republik syns Ungerns krona som en symbol för Ungern. Ungerns nuvarande (2010) statsvapen antogs den 3 juli 1990, när kommunistregimen fallit. Statsvapnet har använts tidigare, både med och utan Ungerns krona, ibland som en del av ett större statsvapen, med rötterna i Medeltiden. |